# Antrophyum subfalcatum
Antrophyum subfalcatum är en kantbräkenväxtart som beskrevs av Brackenr. Antrophyum subfalcatum ingår i släktet Antrophyum och familjen Pteridaceae. Inga underarter finns listade.